# Agulhasbecken

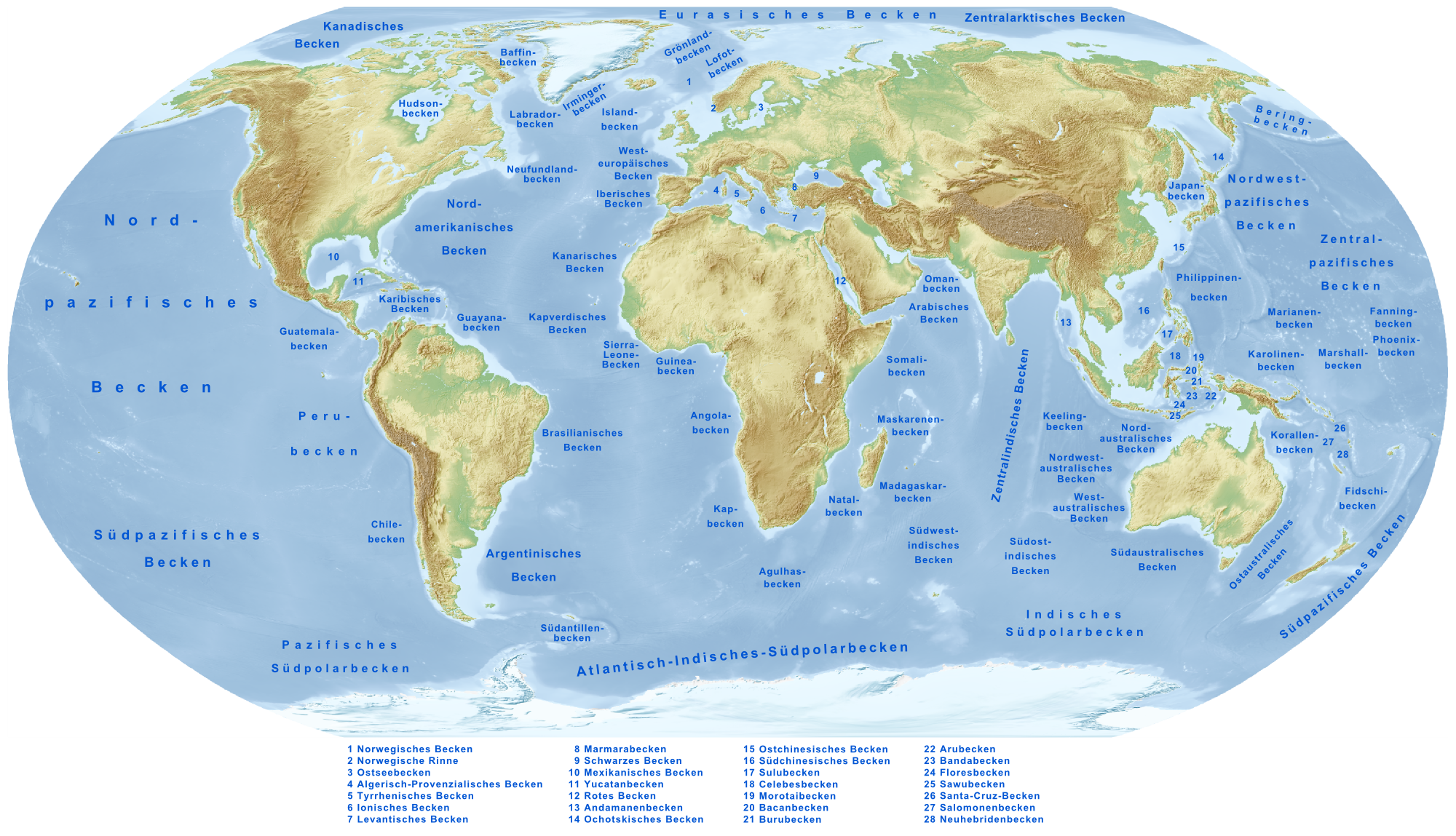
Lages des Agulhasbeckens südlich von Afrika

Das Agulhasbecken ist ein Meeresbecken südlich der Südspitze Afrikas bei ungefähr 42° Süd. Es liegt im südwestlichen Indischen Ozean, knapp an der Grenze zum Südatlantik. Das marine Ökosystem manifestiert sich durch eine große Biodiversität sowie einige endemische Spezies. Die dominierende Meeresströmung im Agulhasbecken ist der Agulhasstrom. Die dadurch oberflächlich schnell transportierten Wassermassen tauchen südöstlich des afrikanischen Kontinents in größere Tiefen ab.

## Geologie

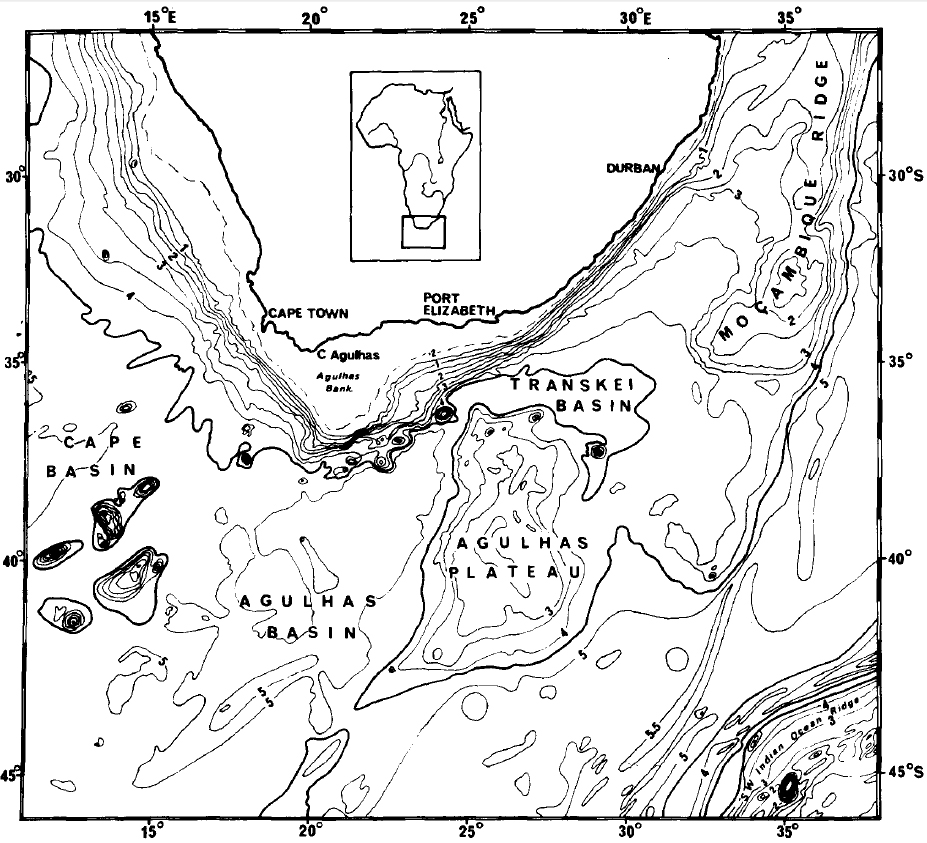
Bathymetrische Karte des Indischen Ozeans südlich von Südafrika

Geologen zu Beginn des 20. Jahrhunderts spekulierten bereits darüber, was die Gründe für den steilen Kontinentalhang am Kontinentalrand südlich von Südafrika sein könnten. Eine der frühesten Publikationen dazu erschien im Jahr 1938 von L.E. Kent. In dieser Publikation fasst er vorangegangene Theorien zusammen, spätere Publikationen bezogen sich dann überwiegend auf Kents Hypothese. Der Grund für die Verwerfung in diesem untermeerischen Bereich war bis dahin unbekannt, jedoch wurde eine Horizontalverschiebung (strike-slip-fault) oder eine Abschiebung (normal faulting) vermutet. Mit dem Fortschreiten der Theorie über die Kontinentaldrift und der Anwendung dieses Konzepts auf die Entstehung des Südatlantiks, waren es zu Beginn der 1970er Jahre vor allem die Franzosen Francheteau und Le Pichon, die maßgeblich zum heutigen Erkenntnisstand beitrugen. Sie begründeten das steile Abfallen des Kontinentalhangs durch eine Horizontalverschiebung in Verbindung mit einer Bruchzone in Folge der kreidezeitlichen Öffnung des Südatlantiks. Diese Verschiebung fand zwischen Südafrika und dem Falkland Plateau (als Teil der Südamerikanischen Platte) statt. Diese Bruchzone wurde 1972 durch das Forschungsschiff R.V. Atlantis II im Zuge der Internationalen Dekade für Meeresforschung (IDOE) (International Decade of Ocean Exploration) mehrfach erkundet, und es war K.O. Emery, der 1972 den Namen Agulhas Bruchzone (Agulhas Fracture Zone) vergab.
Die Bathymetrie südlich von Afrika zeigt einen markant abfallenden Kontinentalrand zwischen der flachen Agulhasbank und der Stadt Durban. Am südlichen Kontinentalabhang liegt eine abrupt um 100 bis 200 Meter abfallende Schelfkante vor sowie steil angrenzende Hänge (bis zu 15°). Die Basis des Kontinentalhangs geht fast unmittelbar in die über 4000 Meter tiefen Tiefseebecken des Agulhasbeckens und des Transkeibeckens über. Das Agulhas-Plateau ist ein schroffes ozeanisches Plateau in ca. 3000 Meter Tiefe, die die beiden Tiefseebecken voneinander trennt und ist vom Kontinentalhang selbst durch eine 4700 Meter tiefe Senke getrennt.
Eine ausführliche Darstellung samt erklärender Illustrationen über die Evolution des Agulhasbeckens und angrenzender Strukturen, gibt Scrutton (1972) bzw. Labrecque & Hayes (1979).

## Agulhasstrom
Der Agulhasstrom ist eine Meeresströmung entlang der Ostküste Afrikas bei ungefähr 30° Süd. Der Agulhasstrom fließt in einem schmalen Band (ca. 10 bis 15 Kilometer) südwärts entlang des steil abfallenden Kontinentalhangs. Der Strom fließt südwärts durch die Straße von Mosambik. Zeitweise treten größere mäandrierende Bewegungen (der sogenannte Natal Pulse) auf. Diese Mäander haben eine Ausdehnung von durchschnittlich 170 Kilometer mit abwärts gerichteten Wassermassenverlagerungsraten von ca. 21 cm pro Sekunde. Diese Rate reduziert sich auf 5 cm pro Sekunde bei der Verbreitung des Kontinentalschelfs bei etwa 34° Süd. Von hier ausgehend entfernt sich der Agulhasstrom von der Küste und bewegt sich südwärts entlang der Agulhasbank. Die maximale Transportrate des Agulhasstroms erfolgt nahe der Agulhasbank, wo Werte von 95 bis 136 Sverdrup erzielt werden.

## Marines Ökosystem
Die Mangroven, Seegrasgewächse und Korallenriffe im und um das Agulhasbecken reflektieren einen hohen Grad an Biodiversität und Endemismus (z. B. der Sansibar-Falterfisch, der Gelbschwanz-Kaiserfisch, der Gebänderte Papageifisch oder die Oktokoralle Malacacanthus capensis). Die südafrikanische De Hoop Marine Protected Area ist ein bedeutender Lebensraum für zahlreiche Delfine und dem Südkaper. Außerdem kommen zahlreiche Schildkrötenarten vor sowie Schweinswale, Brillenpinguine, Weiße Haie oder Seeohren.